# Peyre de Rius
Peyre de Rius  est un troubadour occitan au service du comte de Foix Gaston Fébus, peut-être né à Puigcerdà ou à Foix vers 1344, et mort en 1386.

## Biographie
On connaît Peyre de Rius grâce à quelques documents rassemblés par Rubió y Lluch et Amédée Pagès.
La première mention du troubadour se trouve dans le livre de comptes de Bérenguer de Relat, trésorier de la reine Éléonore de Sicile, reine consort d'Aragon jusqu'à sa mort en 1375, épouse le roi Pierre IV d'Aragon, dit Pierre le Cérémonieux, pour l'année 1373. Il y est cité avec Jacme Fluvià et sont désignés comme trobadors de dance.
Une deuxième mention se trouve dans les comptes de Pere Dezvall, trésorier de Pierre le Cérémonieux, roi d'Aragon, pour l'année 1380, à Barcelone, dans laquelle il est désigné comme trobador del casa del conte de Foix. 
Une troisième mention de Peyre de Rius est fournie par les comptes de 1381, à Saragosse, de Joan Calloç, trésorier de la reine, dans lesquels il est désigné comme trobador de cançons de casa del comte de Foix.
Il est possible que Peyre de Rius soit aussi Pere de Rius cité dans un document de Jean Ier, daté du 30 mars 1386, dans lequel il est désigné comme « fidèle bouteiller de notre chère fille l'infante Jeanne » qui s'est mariée six ans plus tard, le 24 mars 1392, avec Mathieu de Castelbon, comte de Foix après la mort de son oncle, Gaston Fébus, en 1391.
Parmi les autres mentions obscures pouvant être rattachées à Peyre de Rius, on trouve des jongleurs de Puigcerdà en octobre 1344, un Pedro, jongleur du comte de Foix, signalé dans un registre aragonais de juin 1357, Pere Ruiç, ménestrel du comte de Foix, en juillet 1368. Son nom est cité dans les registres judiciaires d'Aragon, le 16 septembre 1361, quand il est cité comme ménestrel au service de Gaston Fébus, le 19 janvier 1372, à Alcañiz, comme troubadour.
Ces divers documents montrent que Peyre de Rius était un troubadour de la maison de Gaston Fébus ayant fait plusieurs séjours à la cour des rois d'Aragon entre 1361 et 1381. S'il a reçu des gratifications des rois et reines d'Aragon, il a été essentiellement payé par Gaston Fébus qui a pu aussi l'employer comme un informateur.
Le chansonnier Cançoner Vega-Aguiló (mss. 7 et 8) conservé à la Bibliothèque nationale de Catalogne regroupe des poésies de troubadours provençaux participants aux joutes des jeux floraux de Toulouse et d'auteurs catalans. Il a probablement été compilé dans la première moitié du XVe siècle. On y a découvert aux pages 205 et 206 du manuscrit 7 le nom de Peyre de Rius en tête d'une poésie.
Il a écrit sous le patronage de Gaston Fébus, comte de Foix, et de Pierre le Cérémonieux, roi d'Aragon. Gaston Fébus a rédigé en français l'œuvre cynégétique Miroir de Phœbus des deduiz de la chasse, des bestes sauvaiges et des oyseaux de proye. Froissart a écrit que Gaston Fébus que « trop voulentiers en parloit à moy, non pas en son gasco, mai en bon et beau franchois ». Il est possible qu'il soit l'auteur d'une chanson provençale attribuée à Gaston, comte de Foix. Le provençal utilisé est une langue littéraire et artificielle des poétes du Midi de la France et de la Catalogne jusqu'au début du XVe siècle.
Des poésies de Peyre une seule canso a survécu dans la Cançoner Vega-Aguiló. La canso est dédiée à Gaston Fébus dont la tornada dit qu'il réunit en lui armes, amours et chasse, ce qui reprend ce que le comte a écrit dans le prologue du Livre de chasse : « tout mon temps je suis délité par trois en particulier : « une est en armes, l'autre est en amours, et l'autre si est en chasse » :
Armes, amours et chasse
me faire plaisir quand le rassemblement
dans le comte, qui les maintient. . .
En provençal :
Armas, amors e cassa
me play quant s'en amassa
al coms, qui les menté ;
e prey Déu que li plassa
cascuna de lor fassa
so que lor aparté :
arme, guerrejar bé,
amors tot joy amassa,
cassa cassan revé.
Le valens homs que’s lassa
am fayt d'armes atrassa
pretz e valor gran re.
Amors los fis abrassa
amadors sen strassa
e’z am sé los reté.
Cassa, quant loch se ve,
sos enamichs tant cassa
que’ls met a sa mercé.
Armes no tem menassa
que nulhs mals homs li fassa,
tant ha valor amb sé.
Amors ri e solassa
...........................
valents fayts, can loch ve.
Cassa per nulha re
de bé cassar no’s lassa
entró ço que vol té.
 Armes vol bran e massa
per fer[i]r fort en plassa
com Febus fay e fe.
Amors tot jorn percassa
gaug e plaser, que passa
sus tot sogorn, so cre,
Cassa lieu va e ve,
car ço que vol strassa
tost e gran gast abté.
Home proz no’s deslassa
ab douç temps ne can glassa
d'armes, si mor[t] no’l ve.
Amors no vol carassa,
car nulh temps no trespassa
fin amors ni’s reté.
Cassa, cassa quant té
que……………………………
que volta no’y val re.
Mos cars senyors, s'abrassa
Ffebus le coms e’s lassa
am ço d'on pretz revé :
armas, amors e cassa,
amb les quals se manté.